# Park Milowice
Niewielki park miejski, zwany też Parkiem z Kamieniem, o powierzchni 1,7 ha, jeden z trzech parków znajdujących się w sosnowieckiej dzielnicy Milowice przy ul. Baczyńskiego i Szosowej. Jeden z najstarszych parków w mieście, utworzony w 1922 roku. Park powstał na terenach rolnych i nieużytków. Pierwotnie istniała tam sadzawka z dwiema fontannami. W czasie II wojny światowej zniszczony, został odbudowany około 1960 roku. Powstał wtedy amfiteatr (muszla koncertowa), podest taneczny, ogródki jordanowskie, sztuczny zbiornik wodny z dwiema fontannami oraz drewnianym mostkiem, huśtawki a cały park posiadał ogrodzenie. Nadano mu wówczas nazwę: Park 22 Lipca.
W 2005 roku z okazji 900-lecia istnienia Milowic w parku postawiono pomnik w postaci głazu pamiątkowego z inskrypcjami, który poświęcił biskup Adam Śmigielski.
Od 2015 roku dzięki projektom mieszkańców składanym w ramach budżetu obywatelskiego park zyskał plenerową siłownię, nowoczesny plac zabaw, wymieniono oprawy lamp oświetlenia, wymieniono ławki i wyremontowano alejki. 
Drzewostan parku tworzy 11 gatunków drzew i krzewów. Najstarsze sięgają wiekiem początków parku. Do grupy najliczniej rosnących drzew należy zaliczyć takie gatunki jak: kasztanowiec zwyczajny, robinia akacjowa, klon zwyczajny i brzoza brodawkowata. Mniej licznie występują dęby i jawory.